# Against Me! EP
Against Me! è un EP del gruppo musicale statunitense Against Me!, pubblicato nel 1999.

## Tracce
1. Haste Killed Creativity – 5:04
2. I Am Citizen – 2:56
3. Walking Is Still Honest – 3:28
4. Rock 'N' Roll Bullshit – 3:24
5. All Or Nothing – 4:02

## Formazione
- Laura Jane Grace – chitarra, voce, armonica in I Am Citizen
- Kevin Mahon – batteria, percussioni